# حول العالم في اثنان وسبعون يوما (كتاب)

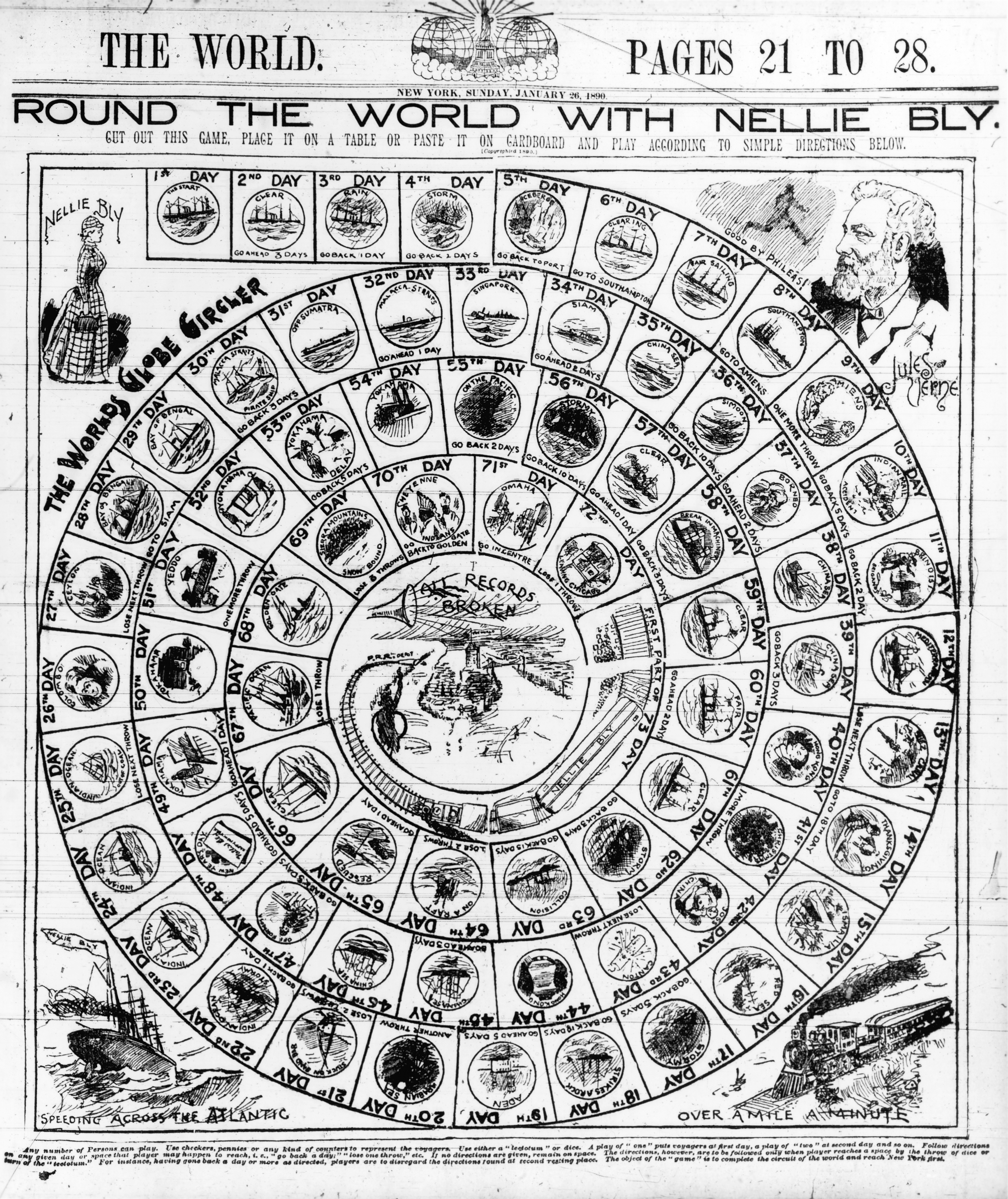
لوحة لعبة توضح إبحار الصحفية نيلي بلاي حول العالم (١٨٨٩-١٨٩٠)، في نيويورك وورلد ، ٢٦ يناير ١٨٩٠.

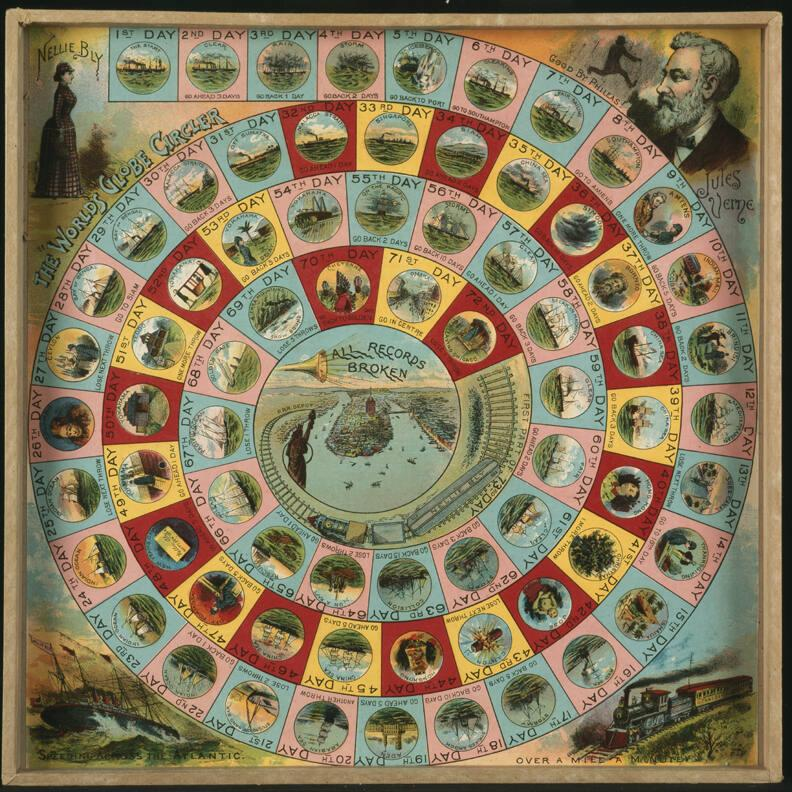
حول العالم مع لوحة ألعاب نيلي بلاي

حول العالم في اثنان وسبعون يومًا هو كتاب صدر عام 1890 للصحفية إليزابيث جين كوكران، والذي كتبته باسمها المستعار، نيلي بلاي. يعرض السجل تفاصيل رحلتها التي استغرقت 72 يومًا حول العالم، والتي استُلهِمت من كتاب (حول العالم في ثمانين يومًا) لجول فيرن في عام 1873، حيث قامت برحلة لصالح صحيفة جوزيف بوليتسر، نيويورك وورلد.

## الرحلة
في عام 1888، اقترحت بلاي على محررها في صحيفة نيويورك العالمية أن تقوم برحلة حول العالم، في محاولة لتحويل القصة الخيالية 'حول العالم في ثمانين يومًا' إلى حقيقة لأول مرة. بعد عام، في تمام الساعة 9:40 صباحًا من يوم 14 نوفمبر 1889، استقلّت أوغوستا فيكتوريا، وهي باخرة تقع في خط هامبورغ أمريكا،  وبدأت رحلتها في قطع مسافة 71.40 كيلومترًا (899 ميل) بهدف الانتهاء في 75 يومًا.
أحضرت معها الفستان الذي كانت ترتديه، ومعطفًا ثقيلًا، والعديد من الملابس وحقيبة سفر صغيرة تحمل فيها مستلزماتها من أدوات الزينة. حملت معظم نقودها والتي تبلغ مقدار 200 جنيه إسترليني من الأوراق النقدية الإنجليزية والذهب، بالإضافة إلى بعض العملات الأمريكية  في حقيبة حول رقبتها.
ساندت صحيفة نيويورك العالمية أيضًا مراسلتها الخاصة، إليزابيث بيسلاند، للتغلب على المدة الزمنية لكل من فيلياس فوج وبلاي. حيث ان بيسلاند سوف تسافر في الاتجاه المعاكس حول العالم. ومع ذلك، لم يكن لدى بلاي علم برحلة منافستها بيسلاند حتى وصولها إلى هونغ كونغ. رفضت بلاي هذه المنافَسة الرخيصة. قالت: «لن أتسابق». «إذا أراد شخص آخر القيام بالرحلة في وقت أقل، فهذا الأمر يخصه وحده.» 
وللحفاظ على الاهتمام بالقصة، نظّمت صحيفة نيويورك العالمية «مسابقة تخمين وقت وصول بلاي» حيث طُلب من القراء تقدير وقت وصول بلاي بالثانية، وستتكون الجائزة الكبرى في البداية على رحلة مجانية إلى أوروبا، والتكّفُل لاحقًا بمصاريف الرحلة.
في أسفارها حول العالم، مرت «بلاي» عبر إنجلترا، فرنسا؛ حيث التقت جول فيرن في أميان، برينديزي في جنوب إيطاليا، قناة السويس كولومبو في سيلان، مستوطنات المضيق (الأراضي البريطانية)، بينانغ وسنغافورة في شبه جزيرة الملايو، هونغ كونغ، واليابان. سمح تطوير شبكات الكابلات البحرية الفعالة والتلغراف الكهربائي لبلاي بإرسال تقارير مرحلية قصيرة،  على الرغم من أن البرقيات الطويلة تضطّر عادةً للسفر عبر البريد العادي وبالتالي كانت تتأخر لعدة أسابيع في كثير من الاحيان.
سافرت بلاي باستخدام الباخرات وأنظمة السكك الحديدية الحالية، مما تسبب لها ببعض العقبات، لا سيما في الجزء الآسيوي من رحلتها. خلال توقفاتها، زارت مستعمرة الجذام في الصين  واشترت قردًا في سنغافورة.

## العودة للوطن
نتيجة للطقس القاسي اثناء عبورها من المحيط الهادئ، وصلت بلاي إلى سان فرانسيسكو على متن سفينة وايت ستار المحيطية في 21 يناير، متأخرةً يومين عن موعدها المحدد. ولذلك، استأجر مالك صحيفة نيويورك العالمية قطارًا خاصًا لإحضارها إلى منزلها، وعادت إلى نيو جيرسي في 25 يناير 1890، في تمام الساعة 3:51 مساءً.

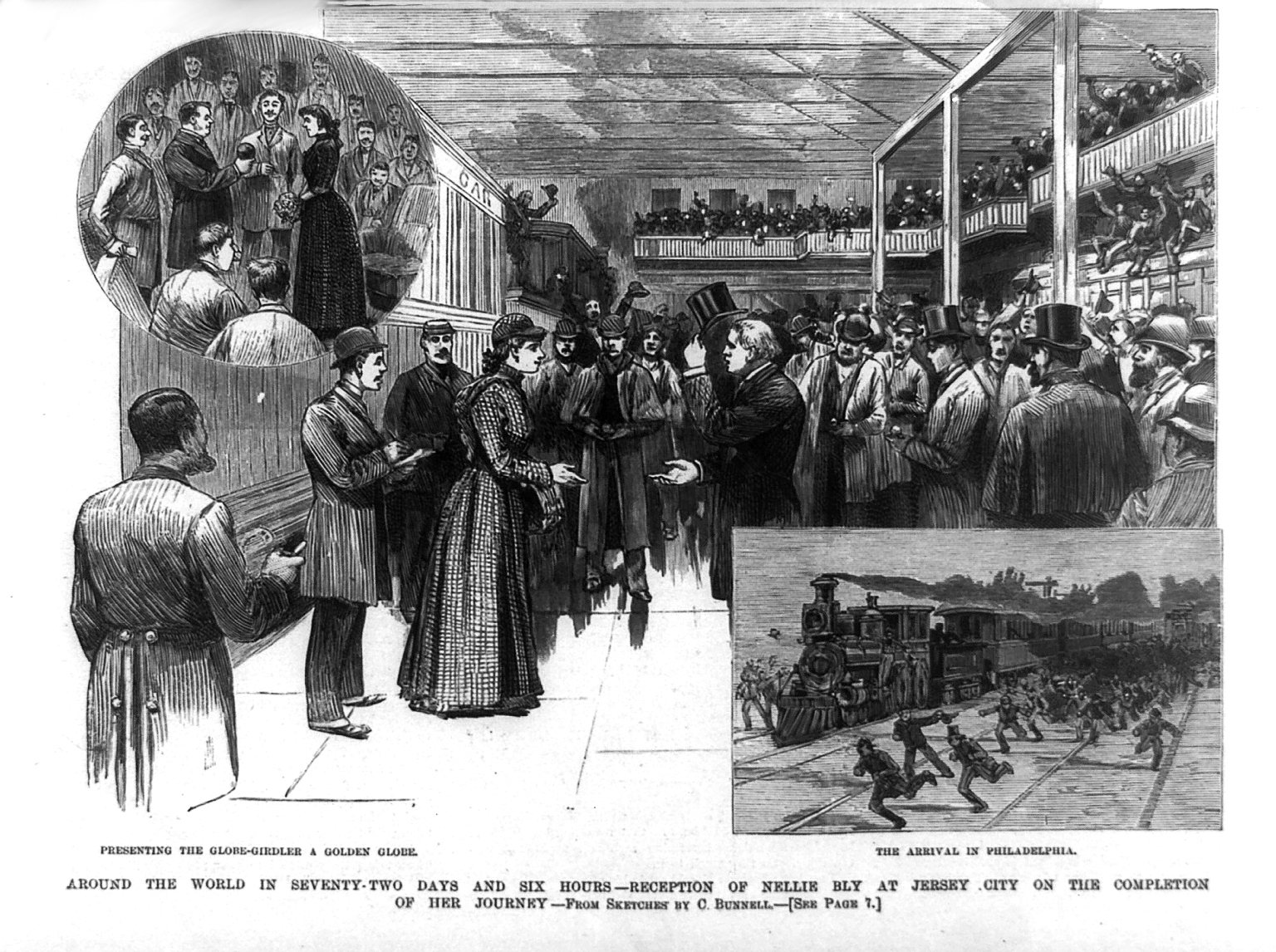
صورة منحوته على الخشب لاستقبال نيلي بلاي في العودة للوطن في جيرسي سيتي طُبعت في أخبار فرانك ليزلي المصورة في ٨ فبراير ١٨٩٠.

عادت بلاي إلى نيويورك بعد اثنان وسبعون يومًا وست ساعات و11 دقيقة بعد مغادرتها هوبوكين. في ذلك الوقت، كانت بيسلاند لا تزال تدور حول العالم. وكما حصل مع بلاي، فقدت بيسلاند الاتصال واضطرت إلى ركوب سفينة قديمة بطيئة تسمى (بوثينا) بدلًا من السفينة السريعة (إتروريا). حقَقَت رحلة بلاي في ذلك الوقت رقمًا قياسيًا عالميًا، على الرغم من أن قطار جورج فرانسيس قد تجاوزها بعد بضعة أشهر، والذي أكمل الرحلة في 67 يومًا. وبحلول عام 1913 ، تحسن أداء أندريه جايجر شميدت وهنري فريدريك وجون هنري ميرز في السجل، حيث أكمل الأخير الرحلة في أقل من 36 يومًا.

## في الثقافة الشعبية
- في الموسم الخامس، الحلقة السابعة، من مسلسل Boardwalk Empire (والتي تدور أحداثه في عام 1931)، تقرأ شخصية جيليان دارمودي بصوت عالٍ من هذا الكتاب، حيث كان هو الكتاب الوحيد الذي تمتلكه.